# Moulin Rouge (журнал)
«Moulin Rouge» («Муле́н Руж») — первый политический глянцевый журнал в России. Единственный в мире (на период 2007—2008 года) ежемесячный журнал формата A3. Закрыт в январе 2008 года.

## Параметры
- Тираж: от 12 000 до 78 000 экз.
- Объём: от 160 до 320 полос.
- Формат: A4 (2003—2006), A3 (2007—2008).
- Бумага: матовая (2003, 2004, 2007, 2008), глянцевая (2005, 2006)

## История
История одного из изданий ИДР началась в 2002 году, когда для работы над «новым мужским журналом» пригласили художника Никаса Сафронова и команду русскоязычной версии журнала «Penthouse».
Премьера была отложена по трём причинам:
- команду решено было сменить;
- ИДР концентрировал усилия на новом политическом еженедельнике «Политбюро»;
- решался вопрос с торговым знаком Moulin Rouge: французские правообладатели пытались рассмотреть вопрос о денежной компенсации.

### Начало
Российский эротический журнал Moulin Rouge стал выходить с января 2003 года. Представлял собой добротный образец подобного рода медиапродукции. Макет был выполнен в традиции 90-х и не отвечал наметившимся в индустрии трендам, но поскольку Moulin Rouge изначально был сориентирован на «взрослого читателя», то значения это не имело. Возглавил проект Александр Зотиков, совмещавший данную работу с руководством другим ежемесячником ИДР — журналом «Paradox».Контент был вполне профессиональным, съёмки покупались у известных западных фотографов, и в целом издание по качеству (в том числе и полиграфическому) превосходило своих конкурентов. Однако ниша мужского эротического глянца к началу нулевых была в России полностью освоена в коммерческом отношении, и почти никаких возможностей для Moulin Rouge не оставалось.

### Репозиционирование
Для репозиционирования проекта пригласили бывшего журналиста делового еженедельника «Профиль», а к тому времени заместителя главного редактора Moulin Rouge Александра Анина. Макет остался прежним, но тексты стали жёстче, интересней, в журнале появились провокационная тематика, перверсии, смелые обобщения, вызывающие фотосессии. Новый главный редактор во многих элементах эмпирически прорабатывал концепцию антигламура.
Обозначилось и форматное отличие от конкурентов: модели зачастую были полностью обнажены (вплоть до гениталий).
В 2004 году тираж журнала значительно вырос (до 78 000 экз.) и рейтинг достиг максимальной (за всю историю Moulin Rouge) отметки.

### Ребрендинг 2004 года
Однако коммерческого успеха не было (отчасти именно из-за откровенных иллюстраций, которые настораживали потенциального рекламодателя), и журнал было решено ребрендировать. Эта задача была возложена на коллектив журнала о мужской моде L’Optimum, в начале 2004 года приобретённого Издательским домом.
Для Moulin Rouge был сделан стильный, современный макет, сетка которого напоминала L’Optimum. Начиная с сентябрьского номера в журнале публиковались материалы из итальянской версии молодёжного издания «Max» (в рамках кобрендингового соглашения с лицензиаром). Текстовая составляющая контента существенно изменилась: Moulin Rouge был переориентирован на более молодую аудиторию, которая, тем не менее, журнал не приняла. При этом прежние подписчики Moulin Rouge перемены не восприняли, и тираж стал падать. Лексика изложения упростилась, упор делался на красочный иллюстративный ряд, в основном — лицензионного характера. О языке, уровне грамотности и манере изложения даёт представление официальный пресс-релиз того периода:

Вы будете отдыхать и расслабляться в начале журнала, наслаждаться и восхищаться, лицезрея эротические фотосессии лучших мировых фотографов в середине журнала, получать практические советы и рекомендации в последней части издания — гиде по лучшим местам отдыха и развлечений.
Первый раздел журнала максимально насыщен информацией и информационными поводами: события, факты, заметки, интервью со звездами — все, что имеет отношение к эстетике журнала.
Второй, важнейший раздел журнала представляет собой серии фотохудожественных произведений, отражающих арт-концепцию журнала. Лучшие съёмки, самые рафинированные и извращенные образы, самые известные лица — Мондино, Ляшапель, Ричардсон, Селина фон Манштейн, Ньютон, Линдберг, Эведон и фотосессии менее культовых талантливых авторов, способных представить достойные работы.
Третий раздел журнала связан с основными текстовыми материалами. Большие тексты — в духе эстетики MAX, с тонким юмором и особым журналистским тоном. Раздел представляет собой встречи, интервью и большие истории.

Журнал стал «ещё одним глянцем», без какой-либо «фишки», способной рекрутировать нового читателя. Кроме того, в условиях двойной нагрузки на коллектив L’Optimum, для которого приоритетным являлся лицензионный проект, в издании стало появляться много ошибок (стилистических, орфографических, концептуальных). Несколько интенсивных рекламных кампаний 2005 года и маркетинговые ходы дистрибуции так и не смогли удержать издание в зоне читательского интереса.
В 2006 году журнал временно сменил периодичность выхода: с ежемесячной на 6 раз в год.

### Ребрендинг 2006
Весной 2006 года журнал было решено в очередной раз подвергнуть ребрендингу. Эта задача была возложена на директора по развитию ИДР Евгения Додолева. На первом этапе реформ новый руководитель привлёк в качестве идеолога Марину Леско, а в качестве номинального главного редактора — Дмитрия Быкова, позиционировавшего себя как «креативного редактора» и изложившего своё видение медиапродукта:

Moulin Rouge задумывался — и большую часть времени делался — как вызывающе негламурный эротический журнал. Он никогда не был посвящён сексу как таковому, а всегда — его культурологическому, историческому или психологическому аспекту. Секс — точка встречи божественного и зверского, высшая и одновременно опаснейшая форма общения, тягчайшее испытание, которому можно подвергнуть любовь. Граница между раем и адом здесь тонка, как нигде. В Moulin Rouge вы можете прочесть все о главных мифах современной сексологии, о новых способах знакомства, о социальном различии в подходе к сексу, о болезнях и психозах, проистекающих от богатства и бедности; мы рассказываем о специальной постельной лексике, придумываемой влюблёнными, и о специальной эротической кухне, изобретённой на Востоке; мы пишем о тех, кто отказался от секса вовсе, и о тех, кто принципиально не желает заниматься ничем иным.
Moulin Rouge — эротический журнал с человеческим лицом, сколь бы двусмысленно это ни звучало. Со всем остальным — тоже. Но прежде всего — с лицом.

Первый же свой выпуск (май 2006 года) новая команда задумала как скандальный и провокационный:

В распоряжении Moulin Rouge оказался сенсационный эксклюзив — съёмка семнадцатилетней Насти Стоцкой: в своё время (в её «дозвёздную» пору) начинающую актрису «Театра Луны» сняли в обнажённом виде для рекламы спектакля «Губы». Нагота нимфетки, по всей видимости, напрягла заказчика, зазывная фотосессия оказалась цензурированной, но спустя несколько лет по воле случая попала к нам в лапы.

- Гламурная подача американского президента в проекте «Мулен Руж»
- Гламурная подача британской королевы в проекте «Мулен Руж»
- Гламурная подача индийского лидера в проекте «Мулен Руж»

#### Смена курса
В 2007 году было осуществлено два кардинальных решения:
- полиграфический формат изменён с традиционного A4 до A3; глянцевую периодику таблоидного размера в России не выпускали, и такой шаг привлёк внимание к продукту[4]
- Марина Леско репозиционировала издание как «политический глянец» и привлекла к работе над ним политических обозревателей, политологов и просто политиков; в обрамлении смелых фото-сессий стилистки «ню» публиковались серьёзные труды Михаила Леонтьева и Гейдара Джемаля.

Иллюстрировали новый Moulin Rouge креативный директор Дмитрий Мишенин и сетевой художник Катя Заштопик.
Журнал активно обсуждался в блогосфере, хотя высокая отпускная цена (от 500 рублей) устанавливала жесткий ценз приобретения продукта. Съемки болгарского фотографа Румэна Байчева и штатных сотрудников журнала обратили на себя внимание ряда западных ценителей. Выпуски альманаха стали коллекционировать такие эксперты мужского глянца, как глава FHM International Генри Риммер. Многие модели, в портфолио которых была не одна обложка, выбирали для аватаров своих блогов именно съёмку из журнала (Маша Малиновская, Таня Геворкян, etc.). Концепция изложена была не без экстравагантности:

Журнал, позиционированный как мужской и рассчитанный на представителей high middle class должен быть разнообразно информационно насыщенным. Не следует забывать, что коммерчески успешные и долгоиграющие проекты подобного рода строились на сочетании слабосочетаемого — обнаженной натуры и не имеющих никакого отношения к эротике темах, подача которых была в той и или иной степени скабрёзной. Иначе говоря такой проект следовало бы строить в соответствии с форматом мужской беседы, где эротическая тема (раскрываемая с той или иной степенью непристойности) может органично соседствовать с рассуждениями о судьбах человечества, анализом политической и финансовой ситуации в стране и мире, разговорами о культуре, еде, спорте и других сегментах средне мужской сферы интересов.
Поскольку эротика является базовой составляющей мужской экзистенции, осмысленно было бы строить подачу материалов на контрасте между контентом и формой: иллюстрировать обнажённой натурой серьёзные тексты. Условно говоря ничто не мешает украшать годовой финансовый отчёт раздетыми девушками.

#### Табу и политика
Михаил Леонтьев на страницах проекта излагал не актуальные, а концептуальные положения, сделав его трибуной совсем иного толка, чем телевидение:
Если мы будем сопрягать профильные для журнала Moulin Rouge вещи с политикой, то мы опустимся в область, которая истоптана так, что никаких следов реальности там давно не осталось. Точнее, не отсталость ничего, кроме следов. Фрейд, Фромм и все-все-все усматривали связь между влечением и агрессией, жаждой власти в политике & эротике либо опосредованную, либо самую непосредственную. Даже как-то неловко вставать на эту затоптанную почву. Ясно одно: в основе человеческой культуры лежит сублимация. А политика — это квинтэссенция культуры. Она включает в себя все, весь её инструментарий — мифы, традиции, поп-культура, элементы массового воздействия, материальная культура. Ясно и другое: человеческая культура построена на табу. Если бы не было табу, не было бы культуры. Культура — это способ оправдания табу. И одновременно его преодоления, то есть сублимация. Механизм, который, собственно, и отличает человека от животного. Снятие табу ослабляет и разрушает культуру. А когда табу ликвидируются вообще, культура исчезает. Политика неотделима от культурных корней. В основе нашей культуры лежит христианство с его базовой идеей сострадания. Нет ни одной другой мировой религии, где бы единый всемогущий Бог отдал бы себя на муки ради людей. В идеальной форме христианство воплощено именно в христианской культуре. Оно должно было бы быть воплощено в христианской политике. Но воплощено именно в культуре. Политика прагматична. А культура — нет. В этом смысле высшая форма христианской духовной культуры — это Средневековье. Чем занимается современный постмодерн, так называемый авангард? Уничтожением идеи сострадания. Хорошо, когда это выражается в форме гротеска, такого «капустника», как это делает, например, Тарантино. Стёб над снятием барьеров подразумевает их наличие. Стёб над снятием христианских культурных табу в какой-то степени человечен. И означает признание существования этих самых табу. Хуже, когда этих табу никто не видит. Когда их уже нет в сознании творящих. И нет в сознании живущих, которые вообще ни о чём не задумываются. Тогда это конец культуры. И конец человечества как популяции. Настоящая политика, как и культура, может существовать лишь в рамках табу. Оттого во всех известных романах о политике вечна тема «Как власть разрушает человека». Банальная, но, в общем, жизненная тема. Христианство предполагает не «безгрешность», а осознание и преодоление греха.
 Позднее, отвечая на вопрос Ксении Собчак относительно изложения своего кредо, телеведущий объяснил:
Я работал в Издательском доме Родионова, поэтому я не имел права отказаться писать в журнал.

### «Гламуризация в контексте глобализации» и финал проекта
На VI Евразийском Медиа Форуме Марина Леско презентовала Moulin Rouge № 4. Российский медиаидеолог определила гламур как «что-то реальное плюс преувеличение или приукрашивание реальности». Медиаидеолог сравнила события 11 сентября 2001 года с перфектной постановкой, шикарно поставленным реалити-шоу.
Контраргументы привела Ксения Собчак.
О журнале много говорили. На его страницах впервые был проанализирован искусственный мутагенез «гламурного фашизма». Оригинальные комиксы известных мастеров (например, иллюстрирующие миф о Чапаеве), фотомонтажи, наукообразные профайлы о политических деятелях с эротическим оформлением (как о Ким Чен Ире): всё это привлекало внимание и обсуждалось не только в медиаотрасли. Материалы перепечатывали другие издания.
Но поскольку коммерчески проект так и не состоялся, было принято решение о санации издания. При этом рынок первоначально был дезинформирован, хотя внутри корпорации решение руководства было обнародовано
В интервью издательский директор ИД Родионова Евгений Додолев опроверг информацию о готовящемся закрытии журнала, назвав её слухами непонятного происхождения:

«Со следующего года мы увеличиваем объем издания до 320 страниц и цену до 1500 рублей в месяц (отпускная цена для дистрибьюторов). Концепция остается прежней. Это общественно-политический журнал, украшенный обнажённой натурой»
Однако источник внутри компании рассказал RB.ru, что вчера на внутри редакционном совещании Евгений Додолев объявил, что декабрьский номер Moulin Rouge будет последним. Сотрудникам объяснили, что проект закрывается из-за неудовлетворительных финансовых показателей.
Действительно, декабрьский выпуск 2007 года не стал последним де-факто, но история журнала закончилась месяцем позже. В начале 2008 года был выпущен мега-номер, рекордный не только по своему полиграфическому весу (реализовывался в книжных магазинах, а не в точках распространения периодики). В итоговом выпуске были собраны лучшие работы за всё время проекта, в том числе и те, которые раньше свет не увидели (отчасти из соображений внутрикорпоративной цензуры, отчасти из-за конъюнктуры). Марина Леско предложила свою трактовку финала этого эксперимента для «новых умных»:

Журналу Moulin Rouge исполнилось 5 лет. Вопрос — много это или мало? Ответ — смотря с каких позиций оценивать. Если считать, что медийный продукт может жить десятилетиями, то немного. Но если учесть, из обычного маскулинного глянца всего за одну пятилетку Mouline Rouge превратился в «мужской журнал нетрадиционной политической ориентации», предназначенный для «озабоченных судьбой России», то можно с уверенностью сказать — путь был пройден долгий. Прямо-таки космический. Стремительное развитие, однако, не всегда полезно для нормальной жизнедеятельности организма. На сегодняшний день Moulin Rouge очевидным образом обогнал своё время. И оно плетется позади, как пыль, вылетающая из-под колес стремительно рвущегося вперед спортивного автомобиля. Поэтому настал момент притормозить и дать возможность аудитории осмелеть, поумнеть и повеселеть. И научиться в полной мере оценить свободу жонглирования привычными вещами, поданными в непривычной конфигурации. То есть догнать с своем развитии сей уникальный журнал, который всего за пять лет стал тем, чем был задуман — журналом для новых умных.

### Глянец
Осенью 2003 года ИДР был вынужден прервать рекламную кампанию Moulin Rouge: плакаты со слоганом «Moulin Rouge. Вся любовь мира» были демонтированы по требованию ГУП «Городская реклама и информация», подведомственного комитету по рекламе Москвы

ГУП направил письмо размещавшему рекламу ООО «Тринити Неон» с требованием демонтировать её, ссылаясь на решение тогдашнего управления Министерства по антимонопольной политике по Москве и Московской области, усмотревшего в плакатах нарушение статьи 8 закона «О рекламе» (запрет на размещение неэтичной рекламы). Редакция оспорила предписание ГУПа в суде, который в сентябре 2005 года признал рекламу этичной и решил, что вмешательство ГУПа в её содержание не соответствует федеральному законодательству.

В январе 2007 года Издательский дом Родионова проиграл в суде четырехлетнюю тяжбу по поводу рекламы Moulin Rouge с изображением полуобнаженной модели. Суд в своем решении опирался на определение управления Федеральной антимонопольной службы (УФАС) по Москве .
Антимонопольный орган признал рекламу журнала неэтичной, руководствуясь цитатами из Библии и Корана. В разъяснении УФАС фигурировали цитаты из Нагорной проповеди, «Основ социальной концепции Русской православной церкви», в которых говорится о греховности изображения обнаженной натуры.
Однако эксперты в области рекламы называли аргументацию УФАС «более чем странной». Эксперты в области права согласны в оценках с игроками медийного рынка; адвокат Павел Астахов категорично резюмировал:
Реклама Moulin Rouge не нарушает нормы нравственности и морали, а ссылки на теологические источники несостоятельны. У нас не пуританское государство, и прецедент тут очень простой: все люди под одеждой голые, и про это еще Ильф и Петров в 20-е годы в фельетоне написали
Что касается участников медиарынка, то они были единодушны в оценке происходящего, понимая, что имеют дело с попытками откровенного цензурирования. «Поскольку мы живём в светском, а не церковном государстве, такое решение кажется забавным казусом из судебной практики, — утверждал глава подразделения невещательных СМИ Optimum Media OMD Group Александр Ендовин. — Даже не для поклонников откровенного креатива это случай только подтверждает тот факт, что наружная реклама целиком и полностью зависит от решений локальных властей, а решения эти чаще всего выглядят откровенно популистскими».
Поражен действиями ФАС был и управляющий директор агентства BrandLab Moscow Александр Еременко: «Складывается впечатление, что ФАС — это не государственное, а религиозное ведомство. Если продолжать в том же духе, то и витрины магазинов нижнего белья нужно завешивать черным занавесом. В Италии, например, в сердце католицизма, совершенно спокойно живет культ полуобнаженного женского тела, которое можно увидеть и на обложках модных глянцевых журналов, и в рекламе. Запреты никогда не работали. Ценности нужно пропагандировать, доносить до аудитории, а не разрешать или запрещать».
На скандал и его освещение в прессе редакция реагировала индифферентно. Адвокат Павел Астахов прогнозировал, что беспрецедентное решение нанесет вред рынку рекламы. Но в то же время видел хорошие перспективы дела Moulin Rouge в Европейском суде:
В Европе к использованию женских образов в рекламе относятся более чем свободно. Пока же создалась ситуация, при которой антимонопольной службе даны полномочия наравне с судом, и они сами толкуют закон, подкрепляя свои доводы безусловно уважаемыми и неоспоримыми авторитетами. Но обращаются с этими источниками вольно. Если следовать такой логике, то вполне можно процитировать и другие авторитетные книги. С точки зрения автора «Декамерона» изображение, о котором мы говорим, абсолютно невинно